# Bank BGŻ (equip ciclista)
L'equip Bank BGŻ, conegut anteriorment com a Servisco o DHL-Author, va ser un equip ciclista professional polonès, que va competir de 2000 a 2013. De 2005 a 2013 gaudia de categoria continental.

## Principals resultats
- Tour de Berlín: Bernhard Bocian (2000)
- Małopolski Wyścig Górski: Grzegorz Rosoliński (2000), Mateusz Komar (2007), Marcin Sapa (2008), Artur Detko (2009), Łukasz Bodnar (2013)
- Memorial Andrzej Trochanowski: Mariusz Witecki (2004), Tomasz Smoleń (2012)
- Copa dels Carpats: Radosław Romanik (2005)
- Gran Premi Raiffeisen: Krzysztof Ciesielski (2005)
- Bałtyk-Karkonosze Tour: Radosław Romanik (2005, 2008), Roman Broniš (2007)
- Puchar Ministra Obrony Narodowej: Marcin Gebka (2006)
- Cursa de Solidarność i els Atletes Olímpics: Robert Radosz (2006), Łukasz Bodnar (2008), Mariusz Witecki (2012)
- Volta a Eslovàquia: Radosław Romanik (2006)
- Dookoła Mazowsza: Marcin Sapa (2008)

### A les grans voltes
- Giro d'Itàlia
  - 0 participacions

- Tour de França
  - 0 participacions

- Volta a Espanya
  - 0 participacions

## Classificacions UCI
Fins al 1998 els equips ciclistes es trobaven classificats dins l'UCI en una única categoria. El 1999 la classificació UCI per equips es dividí entre GSI, GSII i GSIII. D'acord amb aquesta classificació els Grups Esportius I són la primera categoria dels equips ciclistes professionals. La següent classificació estableix la posició de l'equip en finalitzar la temporada.
| Temporada | Classificació per equips | Millor ciclista en la classificació individual |
| --------- | ------------------------ | ---------------------------------------------- |
| 2000      | 11è (GSIII)              | Grzegorz Rosoliński (643è)                     |
| 2001      | 10è (GSIII)              | Dominique Perras (719è)                        |
| 2002      | 15è (GSIII)              | Robert Radosz (557è)                           |
| 2003      | 17è (GSIII)              | Robert Radosz (569è)                           |
| 2004      | 42è (GSIII)              | Krzysztof Ciesielski (683è)                    |

A partir del 2005, l'equip participa en els Circuits continentals de ciclisme. La taula presenta les classificacions de l'equip al circuit, així com el millor ciclista individual.
UCI Àfrica Tour
| Temporada | Classificació per equips | Millor ciclista en la classificació individual |
| --------- | ------------------------ | ---------------------------------------------- |
| 2007      | 12è                      | Roman Broniš (75è)                             |

UCI Europa Tour
| Temporada | Classificació per equips | Millor ciclista en la classificació individual |
| --------- | ------------------------ | ---------------------------------------------- |
| 2005      | 33è                      | Radosław Romanik (73è)                         |
| 2006      | 26è                      | Robert Radosz (59è)                            |
| 2007      | 16è                      | Marcin Sapa (49è)                              |
| 2008      | 22è                      | Marcin Sapa (54è)                              |
| 2009      | 48è                      | Robert Radosz (160è)                           |
| 2011      | 81è                      | Krzysztof Jeżowski (265è)                      |
| 2012      | 38è                      | Tomasz Smoleń (66è)                            |
| 2013      | 50è                      | Łukasz Bodnar (123è)                           |